# Super Stardust HD
Super Stardust HD est un jeu vidéo de type shoot them up développé par Housemarque et édité par Sony Computer Entertainment en 2007 sur PlayStation 3. Une adaptation sur PlayStation Portable, intitulée Super Stardust Portable, est sortie en 2008. Le jeu est commercialisé à prix réduit en téléchargement sur le PlayStation Network.
Le jeu fait suite à Stardust (1993) et Super Stardust (1994).

## Système de jeu
Le gameplay de Super Stardust HD est hérité d'Asteroids (1979), un classique du jeu d'arcade. Le joueur dirige un vaisseau spatial qui se déplace autour d'une planète et le but du jeu est d'obtenir le maximum de points en détruisant les champs d'astéroïdes qui gravitent dans l'espace et les vaisseaux ennemis lancés à sa poursuite.
Le stick analogique gauche sert à déplacer le vaisseau et le stick droit à tirer à 360°. L'armement est constitué de trois armes qui sont plus ou moins efficaces selon la constitution des astéroïdes (roche, or ou glace). Sous l'effet des tirs, les astéroïdes se disloquent progressivement en plusieurs morceaux. Certains renferment des bonus qui permettent de rapporter des points, d'augmenter la puissance de l'armement, d'obtenir un bouclier ou une vie supplémentaire.
Le joueur dispose également de turbos et de bombes. Le turbo permet de se déplacer rapidement sur l'aire de jeu tout en étant invulnérable. Il est utile en dernier recours lorsque le vaisseau se retrouve encerclé, sans échappatoire. Les bombes, récupérables en détruisant des cargaisons, permet de détruire astéroïdes et ennemis à proximité du vaisseau.
Cinq niveaux de jeu sont disponibles correspondant aux planètes Lave, Coventina, Nemain, Taranis et Segomo. Chaque niveau est divisé en cinq phases d'attaque et se solde par la confrontation à un boss.
Des bonus de temps sont établis en terminant les phases d'attaque le plus rapidement possible. Ces bonus peuvent être multipliés par le multiplicateur de score. Celui-ci augmente en détruisant le maximum d'astéroïdes et d'ennemis sans se faire tuer. D'autres points sont attribués en stockant les bombes et en détruisant des groupes entiers d'astéroïdes en une seule fois.
Trois modes de jeu sont disponibles :
- Le mode « Arcade » consiste à parcourir le maximum de niveaux afin d'obtenir le meilleur score global.
- Le mode « Planète » consiste à tenter d'obtenir le meilleur score sur un niveau en particulier (préalablement débloqué dans le mode arcade).
- Le mode « Coopération » est le mode arcade jouable à deux, uniquement en local.

Tous les records sont confrontés dans un classement en ligne.
Une extension, vendue au prix de 4 €, apporte quatre nouveaux modes de jeu :
- Le mode « Infini » où de nombreux astéroïdes de toutes sortes arrivent sur la planète, on y découvre de nouveaux astéroïdes "ennemis" ainsi qu'une arme atomique (qui quand on l'explose, enraye toute vie sur la planète). Tout ceci sans limite de temps et avec une difficulté toujours progressive.
- Le mode « Survie » consiste à survivre le plus longtemps possible sur une planète assaillie par des satellites indestructibles que les armes à disposition ne font que repousser légèrement.
- Le mode « Bombardier » met le joueur en orbite autour d'une planète, sans cesse encerclé par des astéroïdes avec des bombes pour seules armes (et pas de turbo). Des vaisseaux de ravitaillement en bombes arrivent régulièrement.
- Le mode « Contre-la-montre » propose de terminer une planète le plus rapidement possible, sans les pauses connues du mode « Planète », pour avoir un classement en ligne.

L'extension apporte aussi un nouveau thème musical.

## Développement
Housemarque est une société finlandaise créée en 1995, de l'union deS studios Bloodhouse et Terramarque. Bloodhouse est à l'origine de Stardust et Super Stardust.
- Directeur créatif : Harri Tikkanen
- Programmeur en chef : Jere Sanisald
- Architecture moteur : Seppo Halonen
- Graphiste en chef :  Kimmo Ala-Ojala
- Senior artist : Jukka Nikkonen
- Design : Harri Tikkanen
- Musiques et effets sonores : Ari Pulkkinen, Frozenbite

## Accueil
Super Stardust HD a reçu de bonnes critiques. À sa sortie en juin 2007, il est généralement considéré comme le meilleur jeu sur le PlayStation Network et comme l'un des meilleurs shoot them up à voir le jour sur console depuis Geometry Wars: Evolved (2005) de Bizarre Creations. Le titre est apprécié pour son gameplay soigné qui offre un challenge amusant et addictif ainsi que pour sa réalisation technique de qualité, avec des graphismes détaillés et finement animés avec une résolution native de 1080p. Les testeurs regrettent cependant que le mode deux joueurs en coopération soit uniquement hors ligne.
- Revue de presse

1UP.com 9/10 • Edge 8/10 • Eurogamer  9/10 • GameSpot 7/10 • IGN 8.7/10

## À noter
- Au Japon, le jeu est intitulé Star Strike HD.
- Super Stardust HD est le premier jeu PlayStation 3 compatible avec le système de « Trophées ».